# Fascellina cervinaria
Fascellina cervinaria är en fjärilsart som beskrevs av Pieter Cornelius Tobias Snellen 1881. Fascellina cervinaria ingår i släktet Fascellina och familjen mätare. Inga underarter finns listade i Catalogue of Life.